# (29448) Pappos
(29448) Pappos est un astéroïde de la ceinture principale.

## Description
(29448) Pappos est un astéroïde de la ceinture principale. Il fut découvert le 23 août 1997 à Prescott (Arizona) par Paul G. Comba. Il présente une orbite caractérisée par un demi-grand axe de 2,39 UA, une excentricité de 0,30 et une inclinaison de 1,4° par rapport à l'écliptique.
Il est nommé d'après Pappus d'Alexandrie.

## Compléments